# Jade Neilsen
Jade Neilsen (n. 24 iulie 1991, Gold Coast, Queensland, Australia) este o înotătoare ce a reprezentat Australia, medaliată olimpică. A participat la o ediție a Jocurilor Olimpice (2012) în care a câștigat două medalii de argint.